# Рада національної безпеки (Туреччина)

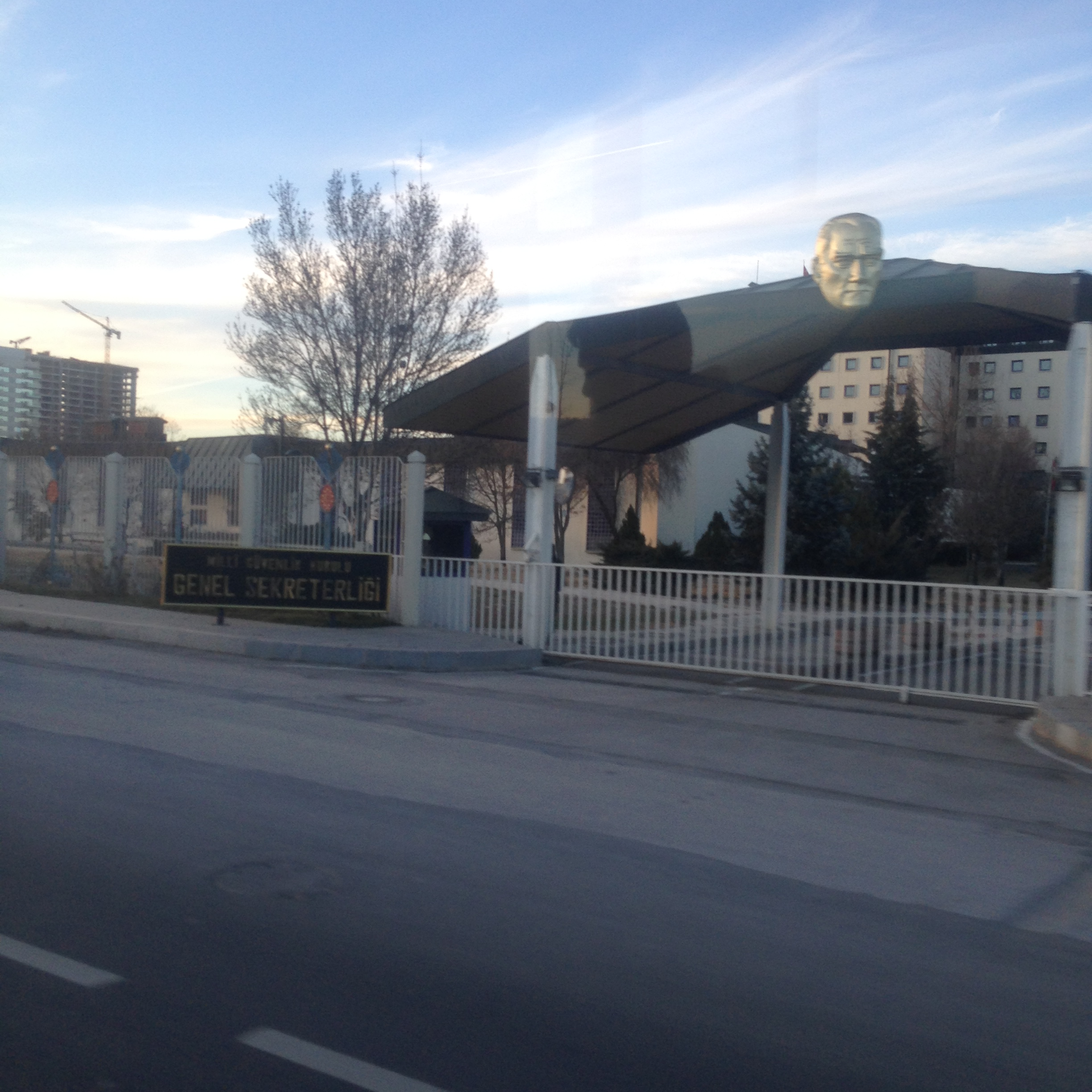
Будівля Ради національної безпеки в Анкарі

Рада національної безпеки (тур. Milli Güvenlik Kurulu, РНБ) — складається із начальника штабу, окремих членів ради міністрів і президента Туреччини. Як і аналогічні структури в інших країнах, РНБ Туреччини займається розробкою політики національної безпеки.
Політика національної безпеки, розроблена РНБ, фіксується в документі про політику національної безпеки (тур. Milli Güvenlik Siyaseti Belgesi) більш відомому як «Червона книга». Червону книгу іноді називають найсекретнішим документом Туреччини, зміни в неї вносяться один або два рази за десять років.

## Історія
РНБ Туреччини була створена після державного перевороту, що стався в 1960 році. В конституцію, прийняту в 1961 році, також було внесено згадка про рівноправне становище РНБ і ради міністрів.
Роль, яку поклали на РНБ, зросла до конституції 1982 року, яка була прийнята військовою хунтою після перевороту, вчиненого в 1980 році. Рекомендації РНБ отримали більшу вагу, ніж думка ради міністрів. Також за рахунок цивільних фахівців було збільшено кількість місць в РНБ, займаних військовими.

## Роль військових у турецькій політиці
РНБ часто розглядається як інституціоналізація впливу військових на політику. З 1923 року, коли Ататюрк створив сучасну секулярну турецьку державу, турецькі військові вважали себе захисниками кемалізму, офіційної державної ідеології, хоча сам Ататюрк був прихильником усунення військових від політики.
У той же час ставлення цивільного уряду до військових було неоднозначним, він намагався зменшити їх вплив, то, навпаки, підсилити.
Наслідком усього цього стали чотири спроби державного перевороту з боку військових — в 1960, 1971, 1980 і 1997 роках. Військові володіють великою вагою в турецькому суспільстві, згідно з опитуваннями громадської думки, армія є державним інститутом, якому довіряють більшість громадян Туреччини.

## Реформування
Під час підготовки переговорів Туреччини з ЄС, про можливий вступ у Євросоюз, щоб відповідати Копенгагенським критеріям Туреччина прийняла ряд кроків щодо збільшення цивільного контролю над збройними силами. 23 липня 2003 року великі національні збори прийняли сьомий пакет реформ, метою якого було обмеження ролі військових, за допомогою реформи РНБ. На думку Financial Times, ці реформи були нічим іншим, як «безшумною революцією».
По-перше було підкреслено, що РНБ являє собою лише дорадчий орган. Сьомий пакет реформ дозволив призначати генеральним секретарем РНБ цивільну особу, що сталося вперше в серпні 2004 року. Також були урізані інші функції РНБ.
Незважаючи на ці реформи, Єврокомісія у 2004 році заявила, що «хоча процес приведення балансу між цивільними і військовими у відповідність з нормами, прийнятими в ЄС, і здійснюється, збройні сили Туреччини все ще володіють значним впливом завдяки ряду неформальних каналів». У звіті комісії, випущеному через рік, також заявлялося, що «військові все ще чинять значний вплив шляхом здійснення публічних заяв, що стосуються політичного розвитку і політики уряду».
У РНБ існувало управління по зв'язках з громадськістю, але в ході реформ воно було розпущено.